# Melanoleuca oreina
Melanoleuca oreina är en svampart som först beskrevs av Elias Fries, och fick sitt nu gällande namn av Kühner & Maire 1934. Melanoleuca oreina ingår i släktet Melanoleuca och familjen Tricholomataceae.   Inga underarter finns listade i Catalogue of Life.